# Doștat
Doștat (in ungherese Hosszútelke) è un comune della Romania di 1 012 abitanti, ubicato nel distretto di Alba, nella regione storica della Transilvania.
Il comune è formato dall'insieme di tre villaggi: Boz, Dealu Doștatului, Doștat.